# Alberto Zaccheroni
Alberto Zaccheroni [alˈbɛrto dzakkeˈroːni] (ur. 1 kwietnia 1953 w Meldoli) – włoski trener piłkarski.

## Kariera trenerska
Po stosunkowo krótkiej karierze piłkarskiej Zaccheroni już w wieku 30 lat został trenerem. Pierwszym klubem w jego karierze trenerskiej była Cosenza, a następnie: Riccione, San Lazzaro, Baracca, AC Venezia, Bologna FC. Potem nastąpił powrót Zaccheroniego do Cosenzy.
W sezonie 1997/98 Zaccheroni po raz pierwszy objął stanowisko trenera zespołu Serie A – Udinese Calcio. Z klubem tym osiągnął jeden z najlepszych wyników w historii zespołu, zajmując 3. miejsce i uzyskując tym samym prawo udziału w Pucharze UEFA. Doskonała postawa spowodowała, że Zaccheroni w roku 1998 dostał angaż w zespole A.C. Milan. Wraz z nim do mediolańskiego zespołu trafili gracze z Udine – Oliver Bierhoff i Thomas Helveg. Przybycie Zaccheroniego odmieniło Milan, który po dwóch słabszych sezonach, wywalczył w roku 1999 mistrzostwo Włoch. W następnym sezonie Zaccheroniemu i jego zespołowi wiodło się nieco gorzej – 3. miejsce i odpadnięcie w fazie grupowej Ligi Mistrzów. Sezon 2000/01 był już całkiem nieudany – Milan zajął dopiero 6. miejsce. W konsekwencji wiosną 2001 r. miejsce na ławce trenerskiej Milanu zajął Cesare Maldini.
Po kilku miesiącach Zaccheroni został zaangażowany przez S.S. Lazio w miejsce Dino Zoffa. Rzymski klub zajął 6. miejsce w lidze, co dawało start jedynie w Pucharze UEFA. Zaccheroni nie potrafił sprawić, by gwiazdy zespołu grały tak jak od nich oczekiwano i wkrótce został zwolniony. W połowie sezonu 2003/04 trafił do mediolańskiego Interu. Z klubem tym wywalczył 4. miejsce i awans do eliminacji Ligi Mistrzów, jednak dla prezesa Interu Massimo Morattiego było to za mało.
Zwolniony Zaccheroni przez 2 lata pozostawał bez pracy. 7 września 2006 roku został zaangażowany przez kolejny włoski klub Serie A, Torino FC, z którego został zwolniony 26 lutego 2007 roku.
29 stycznia 2010 objął stanowisko trenera Juventusu po zwolnionym Ciro Ferrarze.
Po zakończeniu sezonu 2009/2010 w Serie A, Zaccheroni został zwolniony, a posadę trenera Juventusu objął Luigi Delneri. 30 sierpnia 2010 został selekcjonerem reprezentacji Japonii z którą zdobył Puchar Azji w 2011 roku.

## Odznaczenia
- Commendatore Orderu Gwiazdy Włoch – 2012[1]